# Hoàng Hữu Phước
Hoàng Hữu Phước (sinh 1957) là một cựu giáo viên, doanh nhân người Việt. Ông từng là một đại biểu Quốc hội Việt Nam khóa XIII thuộc đoàn đại biểu Thành phố Hồ Chí Minh, được biết nhiều với những phát biểu gây sốc và công kích cá nhân các nghị sĩ đồng nghiệp.

## Thân thế cuộc đời

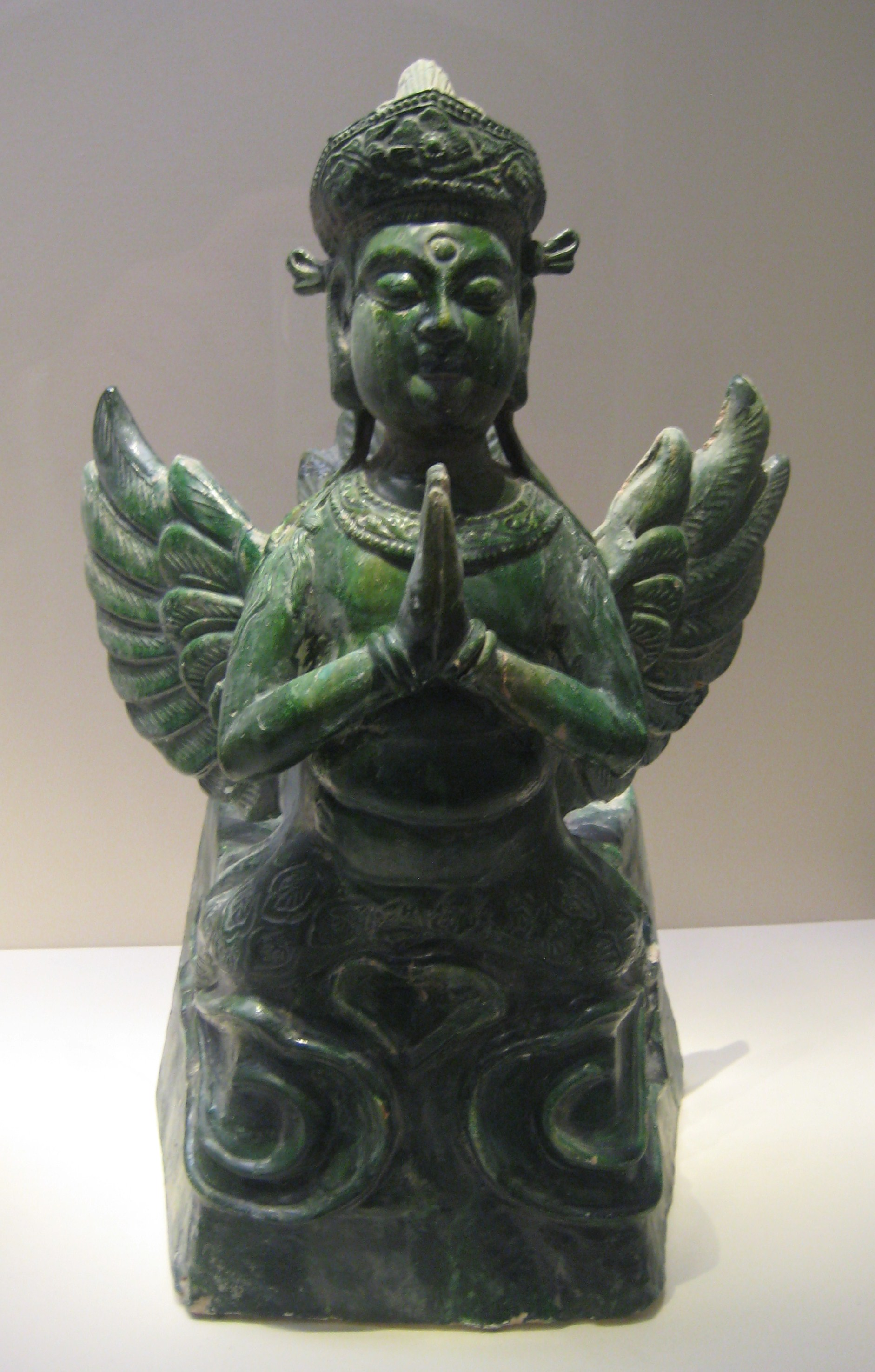
Đồ gốm hình Ca Lăng Tần Già của triều Tây Hạ

Ông sinh ngày 9 tháng 4 năm 1957 tại Sài Gòn, quê quán ở tỉnh Nam Định sau khi đi cư miền Nam 1954, hiện cư trú tại phường 1, quận Phú Nhuận, thành phố Hồ Chí Minh.. Ông cho biết mình là người tu theo Phật, thường hay đọc kinh, và trong bút hiệu Lăng Tần Hoàng Hữu Phước của ông, chữ "Lăng Tần" được lấy từ "Ca Lăng Tần Già" (迦陵频伽)- con chim ngậm xâu chuỗi bay theo Phật trong Lăng-nghiêm kinh.

## Sự nghiệp
Ông Hoàng Hữu Phước vốn học tại trường Đại học Tổng hợp Thành phố Hồ Chí Minh từ 1976 đến 1981, làm giáo viên tiếng Anh tại trường Cao đẳng Sư phạm thành phố Hồ Chí Minh từ 1982 đến 1988; sau đó làm việc cho nhiều công ty, tổ chức nước ngoài tại thành phố Hồ Chí Minh (1982- 1989: đại diện cho Công ty Tico LTD Nhật Bản tại thành phố Hồ Chí Minh. 1989-1996: trợ lý đại diện Công ty Cimmco Ấn Độ tại thành phố Hồ Chí Minh. 1996 -1999: chuyên viên của Công ty Dịch vụ cơ quan nước ngoài (Fosco); Hiệu trưởng Trường Fosco Khai Minh, thành phố Hồ Chí Minh. 1999-2000: Giám đốc điều hành American Business College (Cao đẳng Doanh thương Hoa Kỳ) tại thành phố Hồ Chí Minh. 2001-2005, Ông là Giám đốc tuyển dụng và Giám đốc nhân sự Công ty Manulife (Canada) tại thành phố Hồ Chí Minh.
Năm 2006, ông là Tổng Giám đốc Công ty Cổ phần Thương mại - Dịch vụ - Tư vấn - Đầu tư Doanh Thương Mỹ Á.

## Sự nghiệp chính trị
Trước khi xảy ra chiến tranh Iraq, ông Phước được cho là từng gửi thư cho Saddam Hussein hiến kế liên hoành với mục đích giúp Iraq chống Mỹ. Thông tin này, trong thư, ông có xin Saddam Hussein cử mình làm đại sứ đặc mệnh toàn quyền, đi công du các nước, tạo thế chân vạc để chống Mỹ. Saddam Hussein đã không trả lời.
Năm 2011, Ủy ban Mặt trận Tổ quốc Việt Nam thành phố Hồ Chí Minh đã giới thiệu ông Phước ra ứng cử vào Quốc hội Việt Nam khóa XIII, thuộc đơn vị bầu cử số 1 (gồm các quận 1, 3, 4) của thành phố, và đã trúng cử đại biểu quốc hội.
Trong bài phát biểu tại Quốc hội ngày 17 tháng 11 năm 2011, ông Phước đã đề nghị Quốc hội bỏ Luật lập hội và Luật biểu tình khỏi danh sách dự án luật suốt nhiệm kỳ Quốc hội khóa XIII, với các luận điểm: "Biểu tình là hành động để chống lại chính phủ nước mình hoặc chống lại một chủ trương của chính phủ của nước mình" và "Đa số công dân sẽ không ủng hộ Luật biểu tình vì bản chất dễ bị tổn thương và dễ bị lợi dụng gây ra biến loạn".
Ngày 8 tháng 3 năm 2016, ông Phước nộp đơn ứng cử Quốc hội Khóa XIV tại Sở Nội vụ Thành phố Hồ Chí Minh diện tự ứng cử, diện tái tranh cử, và diện ứng cử viên ngoài Đảng. Tuy nhiên sau đó ông đã bị loại khỏi danh sách ứng cử do có số phiếu tín nhiệm tỷ lệ dưới 50%.

## Những phát biểu công kích người khác
Ông Hoàng Hữu Phước nhiều lần được báo chí nhắc đến khi công khai đả kích người khác.

### Phê phán ông Dương Trung Quốc
Ngày 9 tháng 2 năm 2013, Hoàng Hữu Phước đã viết bài đả kích sử gia Dương Trung Quốc với tiêu đề "Dương Trung Quốc - Bốn Điều Sai Năm Cũ (Tứ Đại Ngu)". Trong đó, Hoàng Hữu Phước đã đả kích các phát biểu của ông Dương Trung Quốc về vấn đề: hợp pháp hóa mại dâm, đa đảng trong nền chính trị Việt Nam Cộng hòa, luật biểu tình, văn hóa từ chức. Theo BBC Việt ngữ thì đây là lần đầu tiên, một đại biểu Quốc hội Việt Nam công khai dùng lời lẽ thóa mạ nặng nề một đại biểu đồng viện khác. Một số người lên tiếng chê trách và đòi bãi nhiệm Hoàng Hữu Phước Ngày 18 tháng 2 năm 2013, khi trả lời phỏng vấn báo điện tử Vietnamnet, ông Hoàng Hữu Phước chính thức xin lỗi ông Dương Trung Quốc và thừa nhận mình đã sai khi nêu ý kiến đả kích qua blog.
Sau khi BBC Việt ngữ có đăng bài phòng vấn ông Dương Trung Quốc, ông Hoàng Hữu Phước đã có bài đả phá cơ quan truyền thông này.

### Chê tiền nhân Việt
Khi bàn về lịch sử Việt Nam vào thời nhà Hồ (1400-1407), Hoàng Hữu Phước viết "tiền nhân Việt... ngu xuẩn" khi chống lại Nhà Hồ và ông gọi việc đó là "đại ngu".

### Công kích ông Trương Trọng Nghĩa
Ngày 5 tháng 11 năm 2014, Đại biểu Quốc hội Trương Trọng Nghĩa gửi báo cáo đến Chủ tịch nước và lãnh đạo Đoàn đại biểu Quốc hội TP.HCM về việc "Bắt đầu từ ngày 8 tháng 7 năm 2014, Hoàng Hữu Phước đã đăng trên blog của ông những bài viết có nội dung công kích, vu khống, bôi nhọ và có chủ đích làm nhục" ông Trương Trọng Nghĩa. Chiều 3 tháng 11, phóng viên báo Tuổi Trẻ tìm gặp ông Hoàng Hữu Phước tại kỳ họp Quốc hội và đề nghị ông trả lời vấn đề trên. Hoàng Hữu Phước không trả lời và nói rằng ông không biết có chuyện ông Trương Trọng Nghĩa có văn bản gửi Đoàn đại biểu Quốc hội TP.HCM. Theo BBC, trong bài viết đăng trên blog cá nhân của mình, ông Phước đã tấn công ông Nghĩa bằng những từ ngữ như 'mông muội', 'ngu muội' và 'mê muội'.
Ngày 5 tháng 11 năm 2014, Hoàng Hữu Phước đã đăng trên blog riêng bài: "Tôi và ông Trương Trọng Nghĩa" cho rằng bài viết phản bác ông Trương Trọng Nghĩa của ông "có cơ sở lập luận và lý luận có dẫn chứng chi tiết rõ ràng" chỉ có điều là "cách hành văn không phù hợp", và ông "sẽ xóa bỏ tên ông Nghĩa và những ghi chú về cá nhân ông Nghĩa ra khỏi bài viết" và "xóa bỏ tất cả những từ ngữ không thích hợp".

### Công kích bà Nguyễn Thị Quyết Tâm
Trên blog cá nhân của mình khi kể lại buổi họp của đoàn Đại biểu Quốc hội TP. HCM để kiểm điểm việc ông xúc phạm ĐBQH Trương Trọng Nghĩa, ông Hoàng Hữu Phước ghi: "Nguyễn Thị Quyết Tâm, do đó đã phạm một lỗi ngu xuẩn khi dám hỗn láo với nghị sĩ Hoàng Hữu Phước là người chưa bao giờ tha thứ bất kỳ cường quyền nào dám động đến sự đoan chính của nghị sĩ này". Trao đổi với báo chí, ông xác nhận đúng là mình đã viết như vậy và cho biết: "không thấy viết như thế là xúc phạm gì cả. Vì nghĩ như thế và viết như thế". Về phần mình, khi được hỏi về việc này bà Nguyễn Thị Quyết Tâm nói: "Bây giờ, mình nói chuyện với người tỉnh táo đàng hoàng thì mình nói chứ ông Phước thì thôi..."